# U-FILE CAMP
U-FILE CAMP（ユー-ファイル・キャンプ）は、日本の格闘技道場。

## インストラクター
- 田村潔司
- 濱岸正幸
- 金森道
- 大久保一樹（頑固プロレス兼任所属）

## 歴代インストラクター
- 白井裕一郎
- 小武悠希
- 上山龍紀
- 上山知暁
- 梅下湧暉
- 笹本睦
- 小林悟朗
- 佐々木恭介
- 西内太志朗
- 松田英久
- 長井憲治
- 中村大介
- 栗原あゆみ
- 柴田正人
- 竹田誠志
- 那須晃太郎
- 越後隆
- 小林裕

## U-FILE
U-FILE（ユー-ファイル）は、日本の格闘技プロモーション。運営はU-FILE CAMP。

### 歴史
- 2002年3月16日、大田区体育館分館競技場で旗揚げ戦を開催。
- 2014年3月8日、西調布格闘技アリーナ大会を最後に活動休止。

### ルール
試合によって以下の4スタイルに分かれる。
- U-STYLE（UWF）
- MMA（旧：STYLE-U）（総合格闘技）
- STYLE-G（グラップリング）
- STYLE-S（キックボクシング）

これらはシングルマッチのみならずタッグマッチも組まれている。

### 大会一覧
| 大会名           | 日付           | 会場                        | 開催地       |
| ---------------- | -------------- | --------------------------- | ------------ |
| U-FILE1          | 2002年3月16日  | 大田区体育館分館競技場      | 東京都大田区 |
| U-FILE2          | 2002年11月9日  | 大田区体育館分館競技場      | 東京都大田区 |
| U-FILE3          | 2003年2月2日   | ゴールドジムサウス東京ANNEX | 東京都大田区 |
| U-FILE4          | 2003年6月1日   | 西調布格闘技アリーナ        | 東京都調布市 |
| U-FILE5          | 2003年8月30日  | 西調布格闘技アリーナ        | 東京都調布市 |
| U-FILE15         | 2005年3月27日  | 西調布格闘技アリーナ        | 東京都調布市 |
| U-FILE16         | 2005年4月29日  | 西調布格闘技アリーナ        | 東京都調布市 |
| U-FILE17         | 2005年6月19日  | 西調布格闘技アリーナ        | 東京都調布市 |
| U-FILE18         | 2005年7月17日  | 後楽園ホール                | 東京都文京区 |
| U-FILE19         | 2005年10月23日 | 西調布格闘技アリーナ        | 東京都調布市 |
| U-FILE20         | 2005年12月23日 | 西調布格闘技アリーナ        | 東京都調布市 |
| U-FILE21         | 2006年2月6日   | 西調布格闘技アリーナ        | 東京都調布市 |
| U-FILE50         | 2010年8月8日   | 西調布格闘技アリーナ        | 東京都調布市 |
| U-FILE51         | 2010年9月12日  | 西調布格闘技アリーナ        | 東京都調布市 |
| U-FILE52         | 2010年10月10日 | 西調布格闘技アリーナ        | 東京都調布市 |
| U-FILE53         | 2010年11月14日 | 西調布格闘技アリーナ        | 東京都調布市 |
| U-FILE54         | 2010年12月12日 | 西調布格闘技アリーナ        | 東京都調布市 |
| U-FILE55         | 2011年2月13日  | 西調布格闘技アリーナ        | 東京都調布市 |
| U-FILE56         | 2011年4月10日  | 西調布格闘技アリーナ        | 東京都調布市 |
| U-FILE57         | 2011年5月8日   | 西調布格闘技アリーナ        | 東京都調布市 |
| U-FILE58         | 2011年6月12日  | 西調布格闘技アリーナ        | 東京都調布市 |
| U-FILE59         | 2011年7月10日  | 西調布格闘技アリーナ        | 東京都調布市 |
| U-FILE60         | 2011年8月14日  | 西調布格闘技アリーナ        | 東京都調布市 |
| U-FILE61         | 2011年9月11日  | 西調布格闘技アリーナ        | 東京都調布市 |
| U-FILE62         | 2011年10月9日  | 西調布格闘技アリーナ        | 東京都調布市 |
| U-FILE SPECIAL1  | 2011年11月26日 | 西調布格闘技アリーナ        | 東京都調布市 |
| U-FILE63         | 2011年12月11日 | 西調布格闘技アリーナ        | 東京都調布市 |
| U-FILE SPECIAL2  | 2012年2月25日  | 西調布格闘技アリーナ        | 東京都調布市 |
| U-FILE64         | 2012年3月11日  | 西調布格闘技アリーナ        | 東京都調布市 |
| U-FILE65         | 2012年4月15日  | 西調布格闘技アリーナ        | 東京都調布市 |
| U-FILE SPECIAL3  | 2012年5月26日  | 西調布格闘技アリーナ        | 東京都調布市 |
| U-FILE66         | 2012年6月10日  | 西調布格闘技アリーナ        | 東京都調布市 |
| U-FILE67         | 2012年7月8日   | 西調布格闘技アリーナ        | 東京都調布市 |
| U-FILE SPECIAL4  | 2012年8月25日  | 西調布格闘技アリーナ        | 東京都調布市 |
| U-FILE68         | 2012年9月9日   | 西調布格闘技アリーナ        | 東京都調布市 |
| U-FILE69         | 2012年10月14日 | 西調布格闘技アリーナ        | 東京都調布市 |
| U-FILE SPECIAL5  | 2012年11月24日 | 西調布格闘技アリーナ        | 東京都調布市 |
| U-FILE SPECIAL6  | 2013年2月23日  | 西調布格闘技アリーナ        | 東京都調布市 |
| U-FILE SPECIAL7  | 2013年3月23日  | 西調布格闘技アリーナ        | 東京都調布市 |
| U-FILE SPECIAL8  | 2013年4月27日  | 西調布格闘技アリーナ        | 東京都調布市 |
| U-FILE SPECIAL9  | 2013年5月25日  | 西調布格闘技アリーナ        | 東京都調布市 |
| U-FILE SPECIAL10 | 2013年7月27日  | 西調布格闘技アリーナ        | 東京都調布市 |
| U-FILE SPECIAL11 | 2013年11月10日 | 西調布格闘技アリーナ        | 東京都調布市 |
| U-FILE SPECIAL12 | 2014年3月8日   | 西調布格闘技アリーナ        | 東京都調布市 |

### U-STYLE
U-STYLE（ユー-スタイル）は、U-FILEのブランドによるプロレス興行。

#### 歴史
- 2003年2月15日、ディファ有明で旗揚げ戦を開催。
- 2005年11月23日、有明コロシアムで「U-STYLE Axis」を開催。
- 2015年3月14日、西調布格闘技アリーナ大会を最後に活動休止。

#### ルール
- 15分1本勝負、又は30分1本勝負。
- ロストポイント制。持ち点は5ポイント。
- ロストポイントの対象は下記の通り。
  - ダウンで1ポイント。
  - ロープエスケープで1ポイント。
  - 反則で1ポイント。
- 勝敗は以下の場合に決する。
  - タップアウト。
  - KO、TKO。
  - どちらかの選手の持ち点がなくなった場合。
- 時間内に勝敗がつかなかった場合は残り持ち点が多い選手の判定勝ち。

#### タイトル
- U-STYLE無差別級王座

#### U-Zeal
U-Zeal（ユー-ジール）は、U-STYLEのブランドによるプロレス興行。

##### 歴史
- 2006年3月11日、西調布格闘技アリーナで旗揚げ戦を開催。
- 11月11日、西調布格闘技アリーナ大会を最後に活動休止。

### STYLE-E
STYLE-E（スタイル-イー）は、U-FILEのブランドによるプロレス興行。

#### 歴史
- 2004年3月21日、西調布格闘技アリーナで旗揚げ戦を開催。
- 2012年12月15日、西調布格闘技アリーナ大会を最後に活動休止。
- 2015年4月18日、西調布格闘技アリーナの閉鎖を受けて最終興行「ありがとう西調布格闘技アリーナ」を開催[1]。

#### タイトル
- STYLE-E無差別級王座
- STYLE-Eタッグ王座

#### 最終所属選手
- 田村和宏
- 翔太
- 玲央

#### 歴代所属選手
- 柴田正人
- 竹田誠志
- 那須晃太郎

### E-NEXT
E-NEXT（イー-ネクスト）は、U-FILEのブランドによるプロレス興行。

#### 歴史
- 2013年4月13日、西調布格闘技アリーナで旗揚げ戦を開催。
- 2013年12月27日、西調布格闘技アリーナ大会を最後に活動休止。

## 西調布格闘技アリーナ
西調布格闘技アリーナ（にしちょうふかくとうぎアリーナ）は、U-FILE CAMP調布ジムに併設していたプロレスの試合会場。

### 施設
リング、マイク、CDデッキ、CDMDコンポ、ゴング、レスリングタイマー、シャワー室、トイレを完備している。